# Bakary Sako
Bakary Sako (Ivry-sur-Seine, 26 de abril de 1988) é um futebolista profissional malinês que atua como meia. Atualmente joga pelo Denizlispor.

## Carreira
Bakary Sako representou o elenco da Seleção Malinesa de Futebol no Campeonato Africano das Nações de 2017.